# Посёлок дома отдыха «Успенское»
Посёлок дома отдыха «Успенское» — посёлок в Одинцовском районе Московской области, входит в состав сельского поселения Успенское. Население — 4 чел. (2010). До 2006 года посёлок Дома Отдыха «Успенское» входил в состав Успенского сельского округа.
Посёлок расположен в центральной части района, в 9 километрах к северо-западу от Одинцово, высота центра над уровнем моря 200 м.
Время образования посёлка пока не установлено, по переписи населения 1989 года в поселке дома отдыха Успенское значилось 27 хозяйств и 107 человек постоянного населения.

## Население
| 2002 | 2006 | 2010 |
| ---- | ---- | ---- |
| 63   | →63  | ↘4   |